# Antonio Ríos Martínez
Antonio Ríos Martínez (Arcelia, Guerrero, 24 de octubre de 1988) es un futbolista mexicano, juega de Mediocampista defensivo y se encuentra sin equipo.

## Trayectoria

### Atlético Mexiquense
Empezó a jugar en el Atlético Mexiquense en 2007 para las fuerzas básicas del Club. Jugó un total de 24 partidos y marcó 2 goles. Fue registrado con Toluca para el Apertura 2008.
En 2009 fue promovido de manera definitiva al Toluca en el Clausura 2009.

### Inicios y Deportivo Toluca
Formando parte del Atlético Mexiquense fue tomado en cuenta por José Manuel de la Torre y fue registrado con el primer equipo para el Apertura 2008 donde no pudo ver acción, pero formó parte del plantel campeón del equipo.
Hizo su debut con Toluca en un partido ante el Atlante en el torneo Clausura 2009, sólo jugó 2 partidos en todo el torneo, y ambos entrando de cambio.
Fue uno de los muchos jugadores jóvenes que participaron en la Liga de Campeones de CONCACAF. Ríos jugó un total de nueve partidos en ese torneo y anotó un gol contra el Columbus Crew. Toluca llegó a la semifinal donde perdió ante el Pachuca CF.
Anotó su primer gol para el Toluca ante Estudiantes a pase de Héctor Mancilla en el triunfo del Toluca 5-0, en el torneo clausura 2010 donde continuo teniendo buenas actuaciones y colaboró con su equipo para ganar el título en tiros de penalti ante el Santos Laguna.

## Selección nacional
Tuvo su primera convocatoria por el entrenador interino Efraín Flores para los partidos amistosos el 4 de septiembre y 7 de 2010 ante Ecuador y Colombia, respectivamente.
Fue parte del plantel que quedó Campeón en la Copa Oro 2015.
Hasta ahora "Toño" ha recibido 15 Convocatorias y participado 5 encuentros.

## Palmarés

### Campeonatos nacionales
| Título           | Club   | País   | Año  |
| ---------------- | ------ | ------ | ---- |
| Primera División | Toluca | México | 2008 |
| Primera División | Toluca | México | 2010 |

### Campeonatos Selección
| Título            | Equipo | Sede           | Año  |
| ----------------- | ------ | -------------- | ---- |
| Copa Oro CONCACAF | México | Estados Unidos | 2015 |